# Ehemalige Bürgermeisterei (Sprendlingen)
Als ehemalige Bürgermeisterei wird ein um die Wende vom 17. auf das 18. Jahrhundert gebautes Fachwerkhaus im früheren dörflichen Ortskern von Dreieich-Sprendlingen bezeichnet, das die ehrenamtlichen Bürgermeister der Familie Lorey als Amtsräume nutzten. Das Haus in der Alberusstraße 11 ist ein geschütztes Kulturdenkmal.

## Geschichte
Mit der „Landgemeindeordnung für das Großherzogtum Hessen“ vom 30. Juni 1821 konnten die Gemeinden erstmals einen Gemeinderat und einen Bürgermeister wählen. Solche Gemeinden wurden als Bürgermeisterei bezeichnet. Mit der Durchführung der Amtsgeschäfte waren keine gemeindeeigenen Räumlichkeiten verbunden. Die ehrenamtlich tätigen Bürgermeister hatten selbst die für ihr Amt erforderlichen Räumlichkeiten zu stellen, die in der Regel in den Anwesen bzw. Wohnhäusern der Amtsinhaber stattfanden.
Nach der Wahl von Philipp Wilhelm Lorey (1807–1883) zum Bürgermeister der Gemeinde im Jahr 1843 nutzte auch er Räumlichkeiten seines Anwesens für das Amt bis zum Ende der Wahlperiode 1862. Eine zweite Amtszeit schloss sich in den Jahren von 1871 bis 1883 an. Nach seinem Tod 1883 wurde sein Sohn Wilhelm August Lorey (1849–1901) zum Bürgermeister gewählt, der das Amt bis zu seinem Tod 1901 übernahm. Aufgrund der langen Amtszeit der beiden Familienmitglieder von zusammen 49 Jahren wurde ihr Haus auch als Bürgermeisterei bezeichnet. Der Sitzungssaal des Gemeinderates dagegen befand sich im Obergeschoss des Eckhauses Darmstädter Straße / Kirchstraße (heute: Alberusstraße).
Nach dem Tod von Wilhelm August Lorey konnte der Nachfolger Georg Dreieicher eigene Amtsräume der Gemeinde durchsetzen. Sie erwarb zunächst das Haus Eisenbahnstraße 20 und bezog 1910 das neuerbaute Rathaus in der Hauptstraße.

## Beschreibung
Das Gebäude befindet sich im alten Ortskern von Sprendlingen nahe der Erasmus-Alberus-Kirche und dem Lindenplatz. Die heutige Alberusstraße hieß früher die Kirchstraße und verbindet den alten Kern mit der angrenzenden Handelsstraße aus Richtung Darmstadt nach Frankfurt am Main. Das Grundstück in der Dorflage ist größer als das der umliegenden Häuser. Von der früheren Einfriedung sind zwei Torpfosten aus Sandstein im Barockstil erhalten. Wie die meisten der historischen Gebäude stammt auch die ehemalige Bürgermeisterei aus der Zeit nach den Zerstörungen des Dreißigjährigen Krieges und wurde um oder kurz nach 1700 erbaut.
Das giebelständige Fachwerkhaus hat zwei Stockwerke und darüber ein eingeschossiges Krüppelwalmdach. In der Denkmalpflege wird es als überdurchschnittlich aufwendiger Bau bezeichnet. Das Fachwerk ist fast komplett erhalten. Die Giebelfront war zeitweise verputzt, aber nach der Renovierung (unklarer Zeitpunkt zwischen 1987 und 2008) wieder freigelegt und zeigt ein frühbarockes Fachwerk. Enthalten sind Zierformen wie zum Beispiel Rautenmuster. Im ersten Obergeschoss ist eine Lehmstuckdecke erhalten.
Unter Denkmalschutz gestellt wurde das Gebäude aus ortsgeschichtlichen und künstlerischen Gründen.